# Radnice v Českém Těšíně
Radnice v Českém Těšíně je novorenesanční stavba na náměstí ČSA v Českém Těšíně v okrese Karviná. Geograficky se nachází v mezoregionu Podbeskydská pahorkatina na Těšínsku v Horním Slezsku v Moravskoslezském kraji. 

## Další informace
Byla vystavěna podle návrhu architekta Viléma Richtera z Ostravy stavební firmou Eugena Fuldy v letech 1928–1929. Radnice je sídlem městského úřadu.
Obloučkový štít s hodinami se stal předlohou pro logo města.